# منطقة بهاندارا
بهاندارا رمزها «BH» (بالإنجليزية: Bhandara)‏ ، هو تقسيم إداري لدولة الهند تتبع ولاية ماهاراشترا (بالإنجليزية: Maharashtra)‏ ، مركزها هو مدينة بهاندارا (بالإنجليزية: Bhandara)‏ عدد سكانها حسب تعداد سنة 2001 هو 1,135,835 ، مساحتها 3,890 كم² وكثافة السكان 292 لكل كم² .